# Microgastrinae
Microgastrinae zijn een onderfamilie van vliesvleugeligen uit de familie schildwespen (Braconidae).

## Geslachten
- Agupta
- Alloplitis Nixon, 1965
- Alphomelon Mason, 1981
- Apanteles Förster, 1862
- Austinicotesia
- Austrocotesia Austin & Dangerfield, 1992
- Beyarslania Koçak & Kemal, 2009
- Billmasonius
- Buluka de Saeger, 1948
- Carlmuesebeckius
- Chaoa Luo & You, 2004
- Choeras Mason, 1981[1]
- Clarkinella Mason, 1981
- Cotesia Cameron, 1891[2]
- Cuneogaster Choi & Whitfield, 2006
- Dasylagon Muesebeck, 1958
- Deuterixys Mason, 1981
- Diolcogaster Ashmead, 1900
- Distatrix Mason, 1981
- Dodogaster Rousse, 2013
- Dolichogenidea Viereck, 1911[3]
- Eripnopelta Chen, 2017
- Exix Mason, 1981
- Exoryza Mason, 1981
- Exulonyx Mason, 1981
- Fornicia Brullé, 1846
- Gilbertnixonius
- Glyptapanteles Asmead, 1904
- Hygroplitis Thomson, 1895
- Hypomicrogaster Ashmead, 1898
- Iconella Mason, 1981
- Illidops Mason, 1981
- Janhalacaste
- Jenopappius
- Jimwhitfieldius
- Keylimepie Fernández-Triana, 2016
- Kiwigaster Fernández-Triana, Whitfield & Ward, 2011
- Kotenkosius
- Larissimus Nixon, 1965
- Lathrapanteles Williams, 1985
- Mariapanteles Whitfield & Fernández-Triana, 2012
- Markshawius
- Microgaster Latreille, 1804
- Microplitis Förster, 1862
- Miropotes Nixon, 1965
- Napamus Papp, 1993
- Neoclarkinella Rema & Narendran, 1996
- Nyereria Mason, 1981
- Ohenri
- Papanteles Mason, 1981
- Parapanteles Ashmead, 1900
- Parenion Nixon, 1965
- Paroplitis Mason, 1981
- Pelicope Mason, 1981
- Philoplitis Nixon, 1965
- Pholetesor Mason, 1981
- Prasmodon Nixon, 1965
- Promicrogaster Brues & Richardson, 1913
- Protapanteles Ashmead, 1898
- Protomicroplitis Ashmead, 1898
- Pseudapanteles Ashmead, 1898
- Pseudofornicia van Achterberg, 2015
- Pseudovenanides Xiao & You, 2002
- Qrocodiledundee
- Rasivalva Mason, 1981
- Rhygoplitis Mason, 1981
- Sathon Mason, 1981[1]
- Semionis Nixon, 1965
- Sendaphne Nixon, 1965
- Shireplitis Shireplitis Fernández-Triana & Ward in Fernández-Triana et al., 2013[4]
- Silvaspinosus
- Snellenius Westwood 1882
- Tobleronius
- Ungunicus
- Venanides Mason, 1981
- Venanus Mason, 1981
- Wilkinsonellus Mason, 1981
- Xanthapanteles Whitfield, 1995
- Xanthomicrogaster Cameron, 1911
- Ypsilonigaster
- Zachterbergius
- † Dacnusites Cockerell, 1921
- † Eocardiochiles Brues, 1933
- † Palaeomicrogaster Belokobylskij, 2014